# ×Elyhordeum arachleicum
Elyhordeum arachleicum là một loài thực vật có hoa trong họ Hòa thảo. Loài này được Peschkova mô tả khoa học đầu tiên năm 1990.